# 畠山重慶
畠山 重慶（はたけやま ちょうけい、生年未詳 - 建保元年（1213年）9月）は、鎌倉時代前期の僧。大夫阿闍梨重慶（たいふあじゃりちょうけい）。平姓畠山氏の一族。鎌倉幕府の御家人であった畠山重忠の末子。

## 略歴
父重忠と兄重秀・重保ら一族は、元久2年（1205年）の畠山重忠の乱で北条氏率いる幕府軍によって滅ぼされ、畠山氏の名跡は北条氏縁戚であった足利義純が継承し、平姓畠山氏は断絶した。
乱の8年後の建保元年（1213年）9月19日、日光山別当の法眼弁覚より、幕府に「故畠山重忠の末子である大夫阿闍梨重慶が、当山の麓に籠居して牢人を集め、また祈祷を行っており、謀反を企てている」という使者が送られる。将軍源実朝の御前に報告され、その場に祗候していた長沼宗政に重慶を生け捕るように命が出されると、宗政はその日のうちに郎党9名を連れて下野国に出発した。
7日後の26日、下野国から鎌倉に戻った宗政は重慶の首を斬って持参した。将軍実朝は「重忠は元々罪なくして誅殺された。その末子の法師がたとえ陰謀をめぐらしたとしても、何事があろうか。命に従い、まずその身を生け捕りにして陰謀の如何によって処分すべきであった」と述べて嘆き、宗政の出仕を止めた。それ伝え聞いた宗政は眼を怒らし「この件は叛逆の企てに疑い無し。生け捕って参れば、女等の申し出によって必ず許しの沙汰が有ると考え、首を梟した。今後このような事があれば、忠節を軽んじて誰が困ろうか」と述べたという。